# Jüdischer Friedhof (Prčice)
Koordinaten: 49° 35′ 18,4″ N, 14° 32′ 37,2″ O

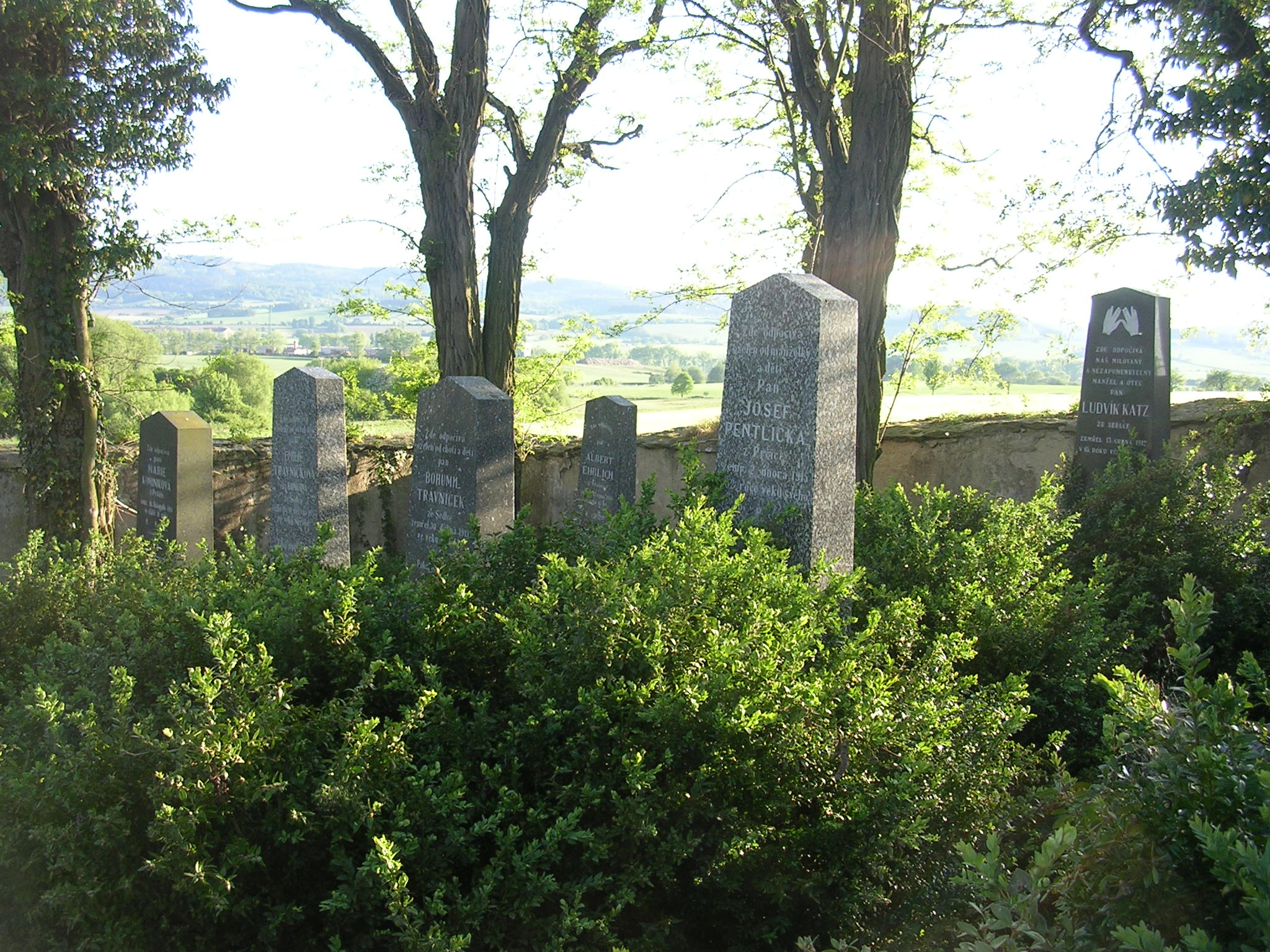
Jüdischer Friedhof in Prčice

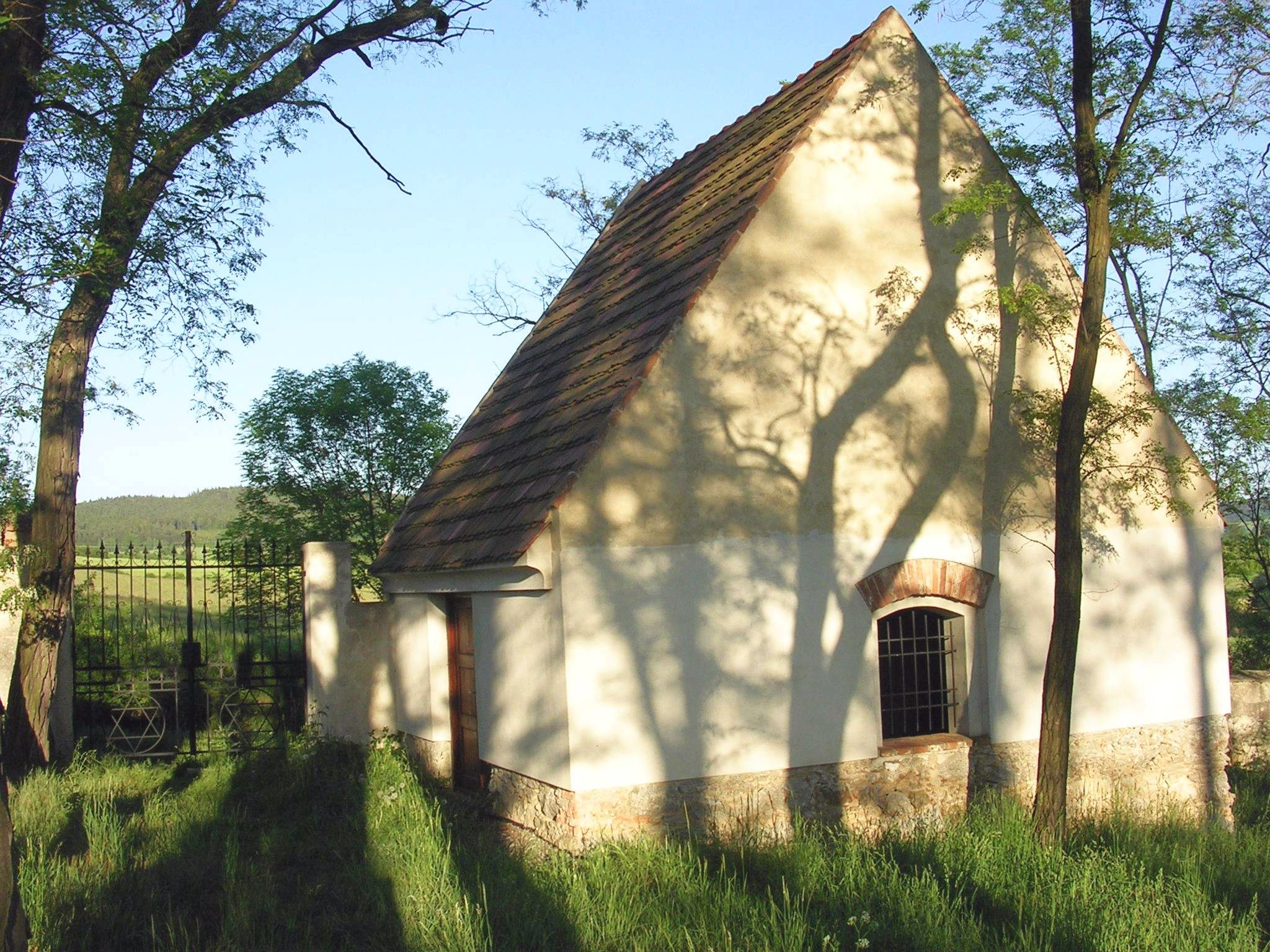
Taharahaus

Der Jüdische Friedhof in Prčice (deutsch Pertschitz), einem Stadtteil von Sedlec-Prčice im tschechischen Okres Příbram der Region Středočeský kraj (deutsch Mittelböhmische Region), wurde vermutlich Anfang des 18. Jahrhunderts angelegt. Der jüdische Friedhof ist seit 1988 ein geschütztes Kulturdenkmal.
Die ältesten Grabsteine auf dem Friedhof stammen aus der zweiten Hälfte des 18. Jahrhunderts.